# Astragalus bozghoushensis
Astragalus bozghoushensis es una especie de planta del género Astragalus, de la familia de las leguminosas, orden Fabales.
Fue descrita científicamente por Maassoumi, Mozaff. & Ramezani.